# الفريدو موريلوس
الفريدو موريلوس (بالإسبانية: Alfredo Morelos) (21 يونيو 1996 في كولومبيا - ) هو لاعب كرة قدم كولومبي في مركز الهجوم. لعب مع إنديبندينتي ميديلين ونادي هلسنكي.

## مسيرته الكروية
لعب الفريدو موريلوس خلال مسيرته الاحترافية مع 3 أندية في سبعة مواسم وسجل خلالها 72 هدفًا ضمن 141 مباراة. حيث فاز في موسم واحد بالكأس وفي موسم واحد بالدوري.
خاض الفريدو موريلوس مسيرته مع نادي إنديبندينتي ميديلين في عامي 2014-2016 ولمدة موسمين، مشاركًا في 8 مباريات سجل خلالها هدفًا واحدًا. ثم انتقل إلى نادي هلسنكي في عامي 2016-2018 ولمدة موسمين، حيث شارك في 42 مباراة سجل خلالها 27 هدفًا. لينتقل بعدها إلى نادي رينجرز في موسم 2017–18 واستمر معه طيلة ثلاثة مواسم، مشاركًا في 91 مباراة سجل خلالها 44 هدفًا.

## روابط خارجية
- الفريدو موريلوس على موقع قاعدة بيانات كرة القدم.إي يو (الإنجليزية)
- الفريدو موريلوس على موقع ناشيونال فوتبول تيمز (الإنجليزية)
- الفريدو موريلوس على موقع Soccerbase.com (لاعب) (الإنجليزية)
- الفريدو موريلوس على موقع Soccerway.com (الإنجليزية)
- الفريدو موريلوس على موقع عالم كرة القدم.نت (الإنجليزية)
- الفريدو موريلوس على موقع AS.com (الإسبانية)